# 比西耶尔和普兰
比西耶尔和普兰（法語：Bussières-et-Pruns）是法国多姆山省的一个市镇，属于里永区。该市镇总面积11.63平方公里，2009年时的人口为415人。

## 人口
比西耶尔和普兰人口变化图示